# Программа «А»
Программа «А» — советская и российская музыкальная телепрограмма, выходившая на Первой программе ЦТ и Второй программе ЦТ, на телеканале РТВ/РТР и ТВ Центр. Автор, ведущий и режиссёр — Сергей Антипов.
Программа специализировалась в первую очередь на необычных и перспективных музыкальных явлениях, альтернативной и некоммерческой музыке, русском роке. Редакция определила концепцию своей передачи как «Музыка для умных».

## История
«Программа „А“» впервые вышла в эфир Первой программы ЦТ 5 февраля 1989 года в эпоху Перестройки и достигла пика своей популярности в середине 1990-х годов, выходя на РТР.
В 1989 программа называлась «Новости популярной музыки», 4 выпуска программы состояли из трансляций итальянских фестивалей в Сан-Ремо, Рива Дель Гарда и Сан-Винсенте. Создатель программы режиссёр Сергей Антипов придумал названия рубрик, начинающиеся на букву «А»: «Акцент», «Альтернатива», «Авангард», «Афиша» и т. п. Передача стала «Программой „А“». В создании программ участвовали редакторы Григорий Шестаков, Татьяна Барченкова, Нина Соловьян, Елена Карпова, а также музыкальный критик Артемий Троицкий, представлявший рубрику «Авангард», а позже и конкурс самодеятельных клипов.
Порой увлечение Антиповым буквой «А» доходило до абсурда: в новогоднем выпуске 1 января 1990 года, из числа советских музыкантов были показаны исполнители и группы, отобранные Антиповым не по музыкальным критериям, а по начальной букве «А» в названии («А-студио», «Арсенал», «Азия», «АТС», «Ассоциация», «Ариэль», Алла Пугачева, «Аут», «Автограф», «Аттракцион», «Адо», «Аракс», исключение — Полад Бюль-Бюль Оглы). А после трансляции в «Программе А. Новости популярной музыки» фестиваля итальянской песни в Сан-Ремо 1990 года, которую вел Антипов, в одной из последующих передач было выступление участника фестиваля Франческо Сальви, который исполнял песню «А».
Позднее добавились рубрики «Ассорти», «Автора!» и «Ad libitum» — концертная часть передачи с настоящей «живой» музыкой. Сергей Антипов сначала вёл передачу за кадром и лишь после нескольких эфиров появился на экране за режиссёрским пультом в красной рубашке, ставшей талисманом «Программы „А“». «Программа „А“» быстро завоевала авторитет среди музыкантов и поклонников рок-музыки. По выражению журналистов, «Программа „А“» была оплотом и бункером рок-поколения на российском телевидении, а создатели передачи тяготели к жёсткому и бескомпромиссному року. Тем не менее Антипов, готовивший передачи об итальянских фестивалях в 1987-90, сохранил традицию показывать эти фестивали и в 1990-е годы, к примеру, в «Программе „А“» 1995 и 1996 прозвучали несколько песен с фестиваля в Сан-Ремо. На концерты в прямом эфире редакция передачи приглашала только те группы, которые были ей интересны, и брать деньги с музыкантов (и, соответственно, показывать коммерческих музыкантов за деньги) категорически отказывалась. Одним из условий было то, что в «Программе „А“» будут только премьеры видеоклипов, и только удовлетворяющих редакцию по качеству.
Первая годовщина передачи была отмечена концертом-фестивалем в прямом эфире из двух студий телецентра «Останкино» и площадки около Останкинского пруда, состоявшимся 30 июня 1990 года.
В рамках передачи состоялся показ концерта 16 мая 1992 года из ДС «Крылья Советов» на котором состоялась презентация пластинки «Всё это рок-н-ролл». В том концерте приняли участие лидеры практически всех наиболее известных на тот момент российских рок-групп — Константин Кинчев, Юрий Шевчук, Александр Ф. Скляр, Владимир Шахрин, Вячеслав Бутусов, Сергей Воронов, Гарик Сукачёв.
27 мая 1994 года «Программа „А“» транслировала с ДС «Крылья Советов» концерт «Русский прорыв» с участниками групп «Манагер и Родина», «Инструкция по Выживанию» и «Гражданская Оборона».
25 июня 1994 года «Программа „А“» транслировала с Красной площади юбилейный концерт «Машины времени», посвящённый 25-летию группы, с участием нескольких приглашённых групп, среди которых были «Воскресение», «Nautilus Pompilius», «Агата Кристи», «Неприкасаемые», «Чайф» и другие.
В живых концертах «Программы „А“» кроме российских артистов и рок-групп участвовали и зарубежные звёзды: B. B. King, Дэвид Бирн, Рэй Чарльз, Laibach и многие другие.
В конце 1990-х годов программа стала выходить на телеканале ТВ Центр в виде еженедельной передачи «К 10-летию „Программы А“». Эфир состоял из архивных «живых» концертов и небольших интервью с их участниками. В феврале 1999 года «Программе „А“» исполнилось 10 лет. По этому случаю был устроен большой праздничный концерт из двух отделений. Первое снималось в клубе и носило более «эстрадный» оттенок (хотя, по сложившейся традиции там тоже все пели живьём). А вот во второй части программы, была организована прямая трансляция «квартирника» из обычной московской квартиры на Чистых прудах, принадлежавшей Сергею Антипову. В «квартирнике» участвовали Юрий Шевчук, Владимир Шахрин и Владимир Бегунов, Дмитрий Ревякин, Сергей Рыженко, Александр Васильев и Яник Николенко. После этого «Программу „А“» вновь пригласили на РТР, но эфир был выделен в будни в ночное время, что снизило рейтинги и в марте 2000 года программа была закрыта.
Повторы старых записей «Программы „А“» появляются в эфире канала «Ностальгия».

## Отзывы
- Музыкальный критик Артемий Троицкий: "Не было в истории нашего телевидения программы, которая в большей степени оказала влияние на живое музыкантское сообщество, чем «Программа „А“». Это действительно была теле-Мекка для всех наших «живых» музыкантов"[2].
- Александр Ф. Скляр, лидер рок-группы «Ва-Банкъ»: «Сергей [Антипов] был первым редактором музыкальных программ на российском телевидении, который пошёл на то, чтобы записывать живые рок-концерты, пионером телевещания у нас в стране в области российского и зарубежного рок-н-ролла. Он сумел собрать мощную команду единомышленников: на „Программу А“ пришёл Андрей Пастернак, один из первых звукорежиссёров, который практически с нуля начал озвучивать для телевидения живые рок-концерты, когда ещё никто не знал, как собирать этот звук; с ними работал и Григорий Шестаков, который вместе с Антиповым подбирал артистов, придумывал саму идею программы. Кроме них, на телевидении не было никого, кто мог транслировать рок-концерты, которые снимались преимущественно в Горбушке — культовом месте, где играли не только наши, но и западные рок-артисты»[10].

## Другие проектыТВ группы «Программа „А“»
Организация и проведение прямых трансляций акций и церемоний: «ТЭФИ», «Ника», «Кинотавр», «Созвездие», «Славянский базар», «Нижегородская ярмарка», «Евровидение» и других музыкальных фестивалей, общественно-политических телемарафонов и международных телемостов.
ТВ группа «Программа „А“» создала также ряд телепередач для телеканала «Культура»:
- «ДжазоФрения» — джазовая передача, выходившая с 1998 по 2004 год. Последний эфир — 18 июля 2004. В 2005 году существовала под названием «Утренняя джазофрения»; ведущий — джазмен Игорь Бутман. Ведущий блюзовой страницы передачи - Евдокимов Андрей Витальевич
- «Азбука. Говорите по-русски!» — передача, посвящённая проблемам русского языка. Выходила с 1998 по 2001 год.
  - «Азбука Этикета» — цикл миниатюр, продолжение проекта «Азбука. Говорите по-русски!»
- «Под гитару» — музыкальная передача, посвящённая бардовским песням, исполняемым под гитару. Ведущий — Александр Городницкий. Выходила с 2003 по 2008 год.
- «Булату Окуджаве посвящается… Переделкино — 20» — концерты, организуемые на территории дома-музея Окуджавы. В эфире с 2004 по 2013 год.